# RMS Rhone
El RMS Rhone fue un buque de correos británico propiedad de la Royal Mail Steam Packet Company (RMSP). Naufragó frente a la costa de la isla Salt, en las Islas Vírgenes Británicas, el 29 de octubre de 1867 en un huracán que mató a 123 personas. En la actualidad, su pecio es un popular sitio de buceo en el mar Caribe.

## Hundimiento

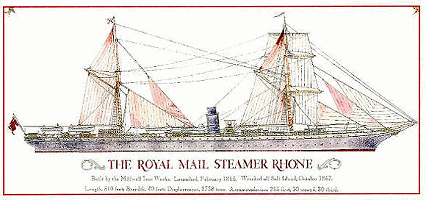
RMS Rhone

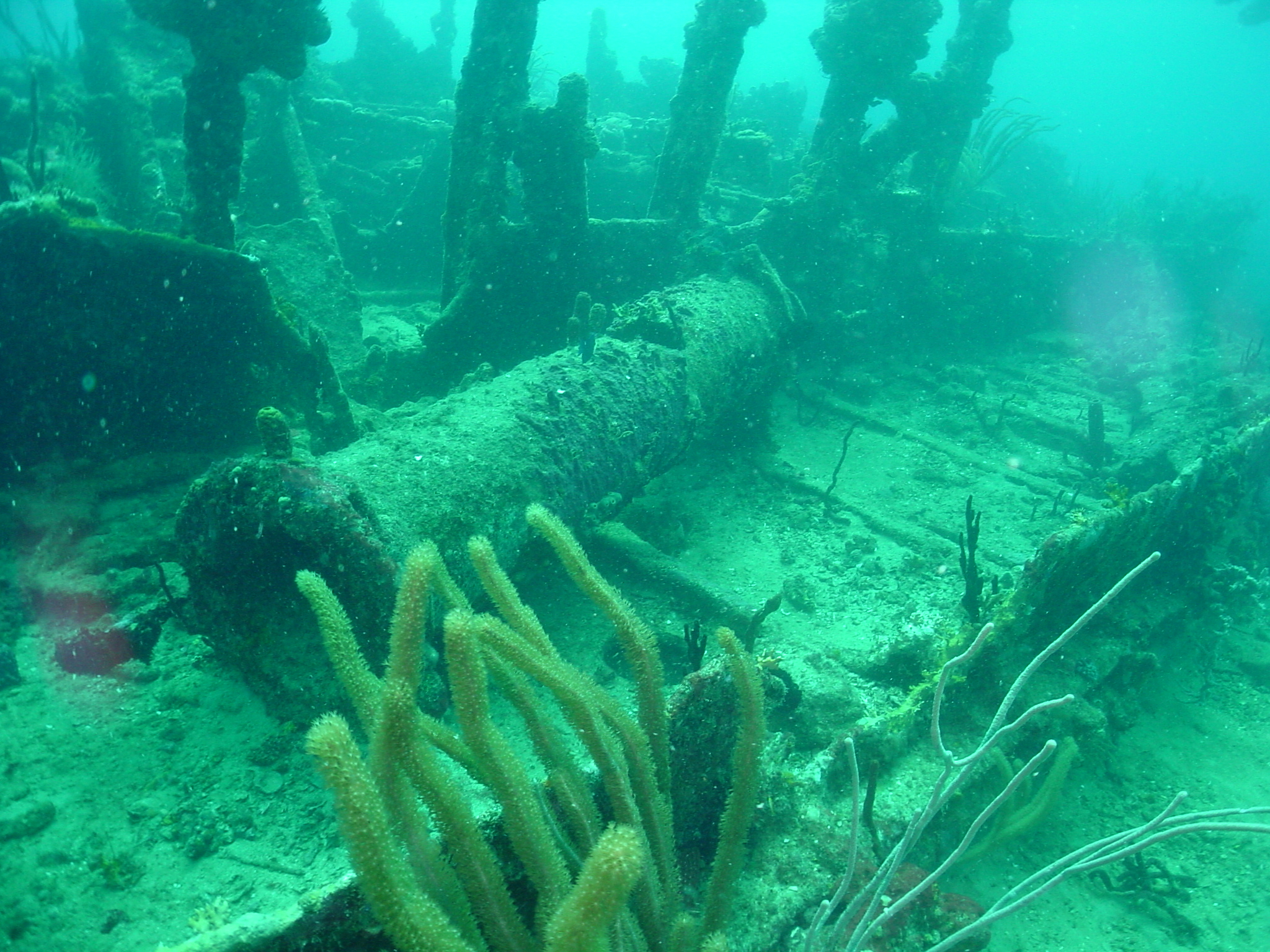
Pecio del Rhone

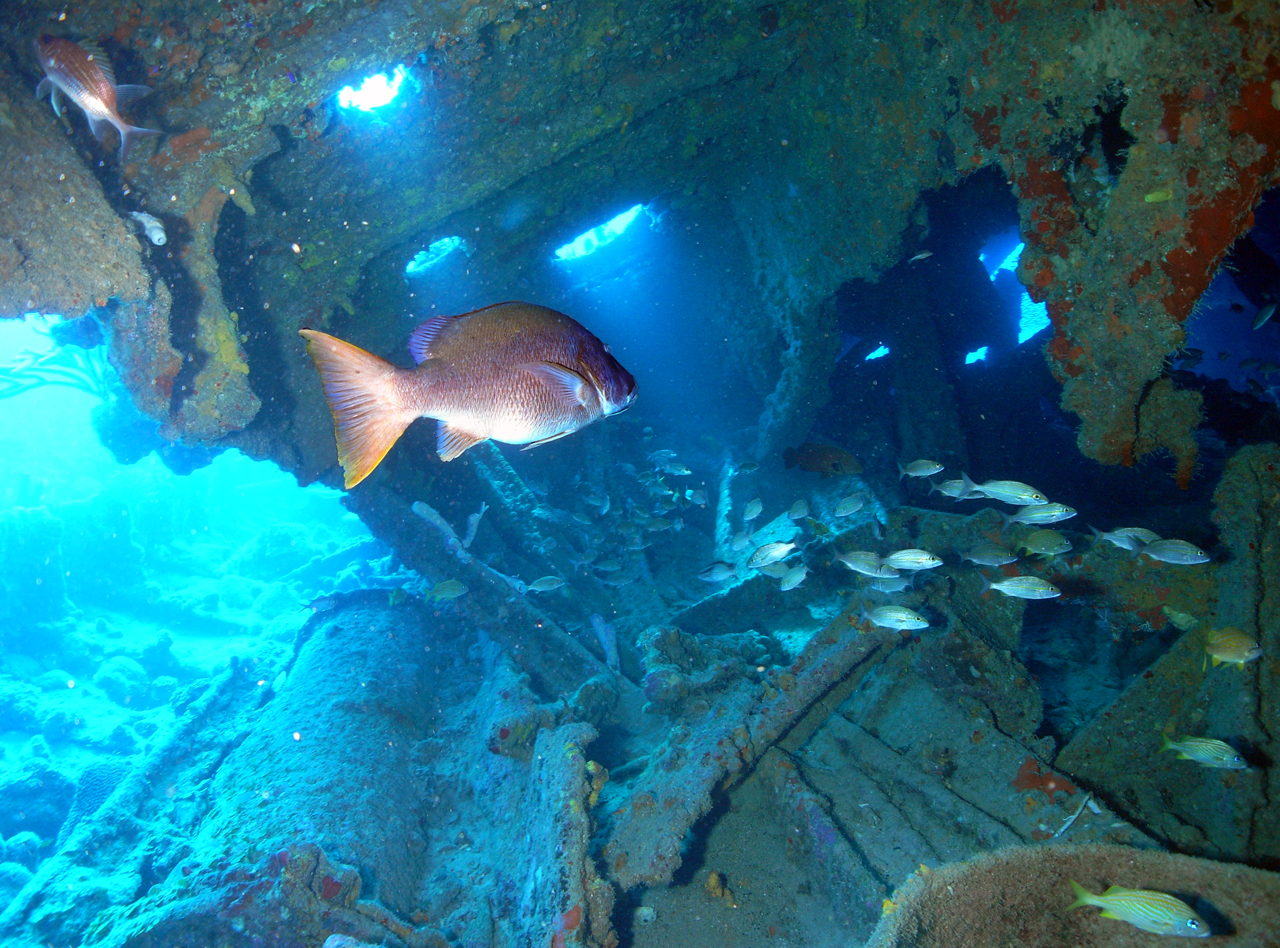
Restos del Rhone

El 19 de octubre de 1867, el Rhone se acercó al RMS Conway en Great Harbour, Isla de Peter, para abastecerse de combustible. La estación de abastecimiento de carbón original que necesitaban se había trasladado desde la isla danesa de Santo Tomás debido a un brote de fiebre amarilla.
El día del hundimiento, el capitán delRhone, Frederick Woolley, estaba un poco preocupado por la caída del barómetro y las nubes que se oscurecían, pero como era octubre y se pensaba que la temporada de huracanes había terminado, el Rhone y el Conway se quedaron en Great Harbour. La tormenta que golpeó posteriormente se conoció más tarde como el huracán de San Narciso y se clasificó retrospectivamente como un huracán de categoría 3 en la escala de huracanes de Saffir-Simpson. La primera mitad de la tormenta transcurrió sin muchos acontecimientos ni daños, pero la ferocidad de la tormenta preocupó a los capitanes del Conway y el Rhone, ya que sus anclas se habían arrastrado y les preocupaba que cuando la tormenta regresara después de que el ojo de la tormenta hubiera pasado, serían arrastrados a la costa de la isla Peter.
Decidieron trasladar a los pasajeros del Conway al «insumergible» Rhone; el Conway se dirigiría entonces a Road Harbour y el Rhone se dirigiría a mar abierto. Como era habitual en aquella época, los pasajeros del Rhone fueron atados a sus camas para evitar que sufrieran heridas en el mar embravecido.
El Conway logró escapar antes que el Rhone, pero fue alcanzado por la cola de la tormenta y finalmente se hundió en el lado sur de Tórtola. Pero el Rhone luchó por liberarse ya que su ancla quedó atrapada. Se ordenó soltarla y se encuentra en Great Harbour hasta el día de hoy, con su cadena enrollada alrededor de la misma cabeza de coral que la atrapó hace un siglo y medio. El tiempo ahora era crítico y el capitán Woolley decidió que sería mejor tratar de escapar al refugio del mar abierto por la ruta más fácil, entre Black Rock Point de la isla Salt y la Isla Dead Chest. Entre esas dos islas se encontraba Blonde Rock, un arrecife submarino que normalmente tenía una profundidad segura de 25 pies (7,6 m), pero durante las marejadas de huracán, existía el riesgo de que el Rhone naufragara en él. El capitán tomó un rumbo conservador, dejando a Blonde Rock (que no se puede ver desde la superficie) un amplio margen.
Sin embargo, justo cuando el Rhone pasaba por Black Rock Point, a menos de 230 m de la zona de seguridad, la segunda mitad del huracán llegó desde el sur. Los vientos cambiaron a la dirección opuesta y el Rhone fue arrojado directamente a Black Rock Point. Se dice que el sacudón inicial del choque envió al capitán Woolley por la borda, para nunca más ser visto. La leyenda local dice que su cucharilla todavía se puede ver incrustada en el propio naufragio. Sea o no suya, se ve claramente una cucharilla incrustada en el coral del naufragio. El barco se partió en dos y el agua fría del mar entró en contacto con sus calderas calientes que habían estado funcionando a todo vapor, lo que provocó que explotaran.
El barco se hundió rápidamente, la sección de proa en 80 pies (24 m) de agua, la popa en 30 pies (9 m). De los aproximadamente 145 tripulantes y pasajeros a bordo, veinticinco personas sobrevivieron al naufragio. Los cuerpos de muchos de los marineros fueron enterrados en un cementerio cercano en la isla Salt, que permaneció relativamente sin cambios hasta que fue destruido por el huracán Irma en 2017. Una creencia sostenida durante mucho tiempo de que debido a que su mástil sobresalía del agua y su poca profundidad, la Marina Real británica la consideró un peligro en la década de 1950 y su sección de popa explotó, fue refutada por el autor de Twice She Struck, el Dr. Michael D. Kent. La investigación de Kent indicó que el Rhone explotó durante el salvamento por el buzo con casco Jeremiah Murphy y que la sección de proa, hecha famosa por Jacqueline Bisset, probablemente se había volcado durante otro huracán en 1924.